# Порядок наследования испанского престола

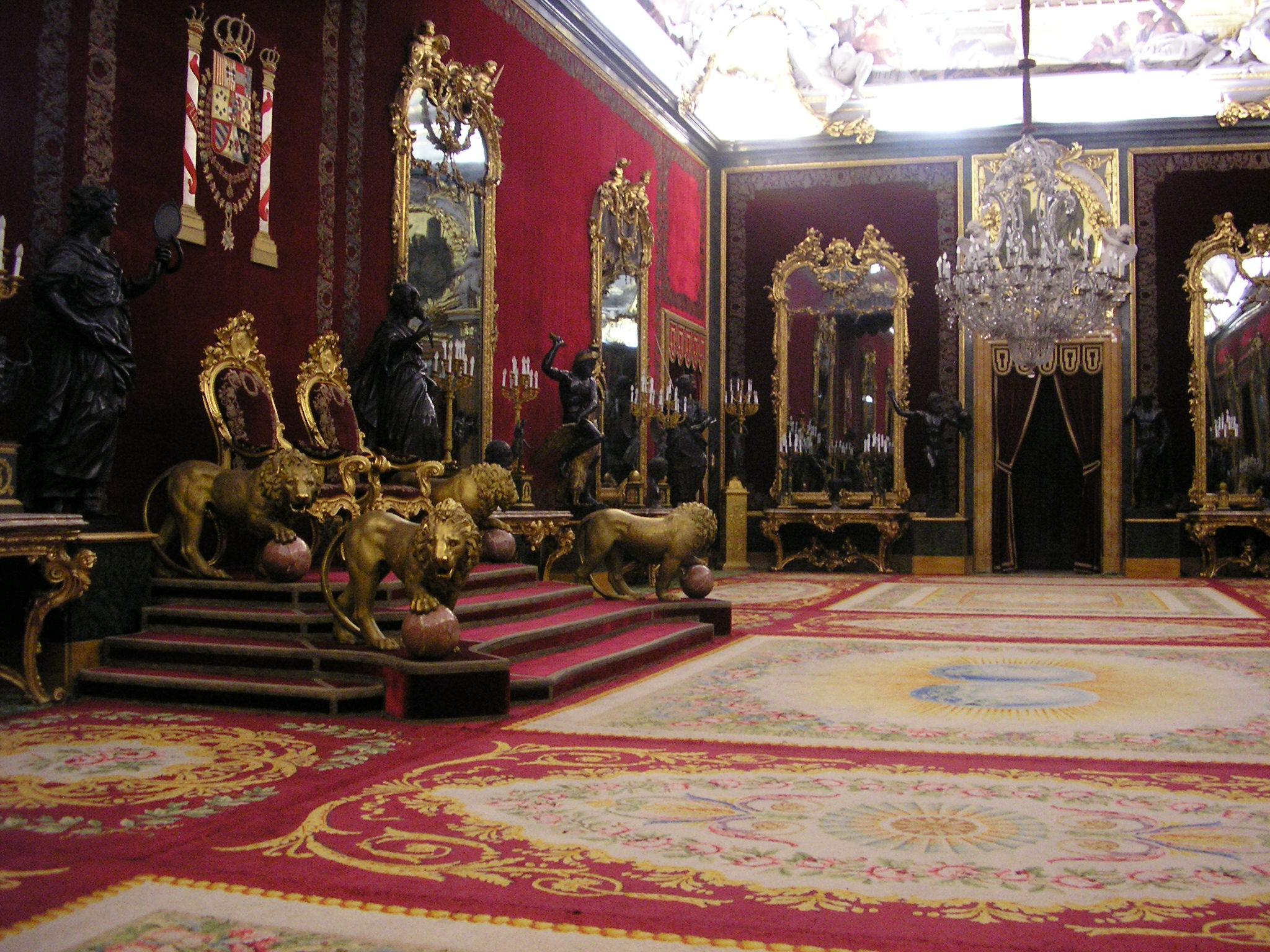
Трон в Королевском дворце в Мадриде

Порядок наследования испанского королевского престола — когнатическая примогенитура. Женщины не исключаются из линии престолонаследия, однако в случае двух разнополых наследников монарха наследие переходит к мужскому наследнику, и только в случае отсутствия прямых мужских потомков монарха женщина наследует ранее братьев отца и их сыновей. Представитель династии, который вступает в брак без разрешения короля и генеральных кортесов, исключается из линии престолонаследия. Споры о преемственности должны быть урегулированы законодательством.

## Порядок престолонаследия

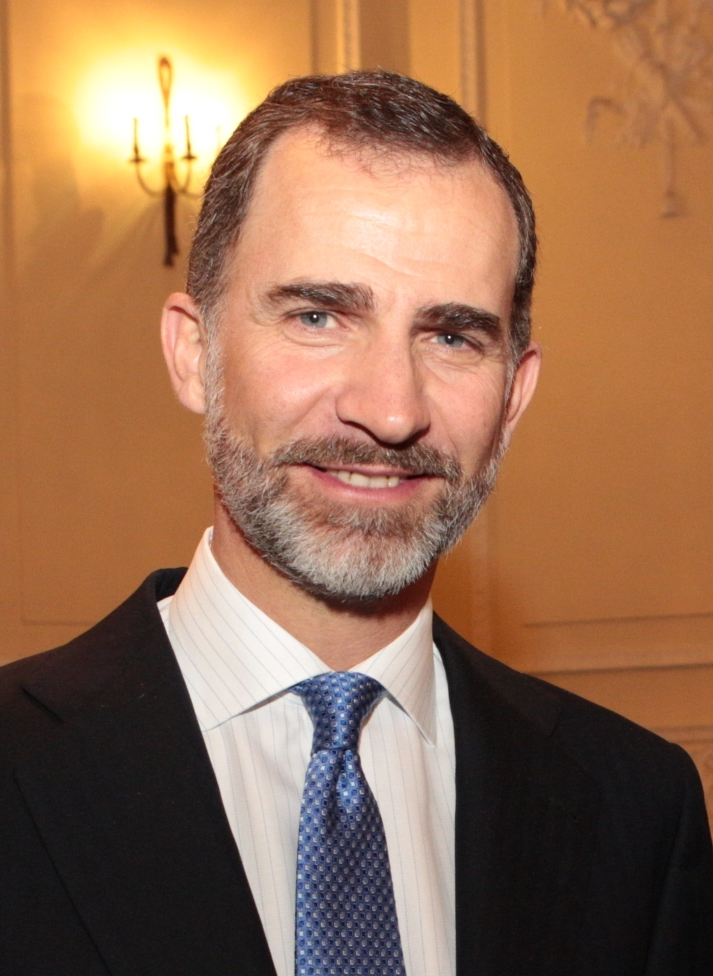
Филипп VI, король Испании (с 2014 года)

- Король Хуан Карлос I (род. 1938)
  -  Король Филипп VI (род. 1968)
    - (1) Леонор, принцесса Астурийская (род. 2005)
    - (2) Инфанта София (род. 2007)

  - (3) Инфанта Елена, герцогиня де Луго (род. 1963)
    - (4) Филипп де Маричалар-и-Бурбон (род. 1998)
    - (5) Виктория де Маричалар-и-Бурбон (род. 2000)

  - (6) Инфанта Кристина (род. 1965)
    - (7) Хуан Урдангарин-и-де Бурбон (род. 1999)
    - (8) Пабло Урдангарин-и-де Бурбон (род. 2000)
    - (9) Мигель Урдангарин-и-де Бурбон (род. 2002)
    - (10) Ирена Урдангарин-и-де Бурбон (род. 2005)

Приведенный выше перечень ограничен потомками короля Хуана Карлоса I, фактический список наследников может быть гораздо больше.

## Неопределенность в престолонаследии

Герб Испанской монархии

Раздел 1 статьи 57 Конституции Испании предусматривает, что «Корона Испании наследуется преемниками Хуана Карлоса I де Бурбона». К настоящему времени не было сделано разъяснений, включает ли это положение кого-либо из других членов династии Испанских Бурбонов, кроме потомков короля Хуана Карлоса.
Две сестры короля Хуана Карлоса отказались от своих прав наследования, но эти отречения имели место до принятия Конституции и не были ратифицированы генеральными кортесами в соответствии с требованиями статьи 57.
В случае, если угасают все ветви династии, имеющие право на наследование короны, Генеральные кортесы Испании, согласно статье 57, решают вопрос о наследовании в наиболее подходящей для интересов Испании форме.

## Планируемое абсолютное первородство
В своем предвыборном манифесте 2004 года победившая Испанская социалистическая рабочая партия (ИСРП) заявила о планах по принятию абсолютной примогенитуры. Это предложение было поддержано лидером главной оппозиционной партии, консервативной Народной партией. Первоначально предполагалось, что изменение будет применяться только к будущим поколениям. Все основные испанские партии согласились на том, что прежняя система наследования нарушает конституционный принцип равенства мужчин и женщин. Планировалось, что закон о престолонаследии будет изменён до рождения у принцессы Астурийской сына, тем самым инфанта Леонор будет понижена до второй очереди в порядке наследования. Последующее заявление, в 2006 году, что принцесса беременна второй дочерью, однако, способствовало замедлению принятия необходимого законодательства по переходу на абсолютную примогенитуру.